# Coton Sport Football Club de Garoua
Maillots
Actualités
Le Coton Sport Football Club de Garoua est un club de football camerounais fondé en 1986 et basé à Garoua chef-lieu de la région du Nord. Le club est présidé par Sadou Fernand. L'équipe première évolue en MTN Elite One (première division camerounaise) (depuis 1993) et dispute en 2012 la Ligue des champions de la CAF. Le club dispose du plus gros budget d'un club camerounais (500 millions de francs CFA).
Le Coton Sport évolue au stade Roumdé Adjia. Il a remporté 18 Championnats du Cameroun dont le plus récent est celui de 2023 et 7 Coupes du Cameroun . Par ailleurs dans les compétitions continentales, le club a atteint la finale de la Coupe de la CAF en 2003, de la Ligue des champions de la CAF en 2008 et les demi-finales de la même compétition en 2013. Ils ont atteint les demi-finales de la Coupe de la confédération en 2020 (défaite face à la JS Kabylie).

## Histoire
Le Coton Sport est fondé en 1986 à la suite de la descente en deuxième division de l'équipe phare de Garoua, l'Étoile filante. Les dirigeants de l'équipe amateur entreprennent dès lors d'engager leur club dans le championnat civil afin de gravir les échelons.
Les débuts sont assez laborieux et l'équipe peine à trouver son rythme de croisière. Ce n'est qu'en 1992 que le club est promu en première division. Le Coton Sport côtoie enfin le gratin et peut se mesurer aux valeurs sûres que sont le Tonnerre et le Canon de Yaoundé ou l'Union de Douala.
À partir de 1996, le Cotonsport domine le championnat camerounais, remportant 12 titres et finissant toujours dans l'une des deux premières places.
En 2003, le club de Garoua atteint la finale de la Coupe de la CAF pour la première fois de son histoire, et en 2008, il se hisse pour la première fois en finale de la Ligue des Champions de la CAF et en 2013, il atteint les demi-finales de la même compétition.
En Ligue des Champions de la CAF 2011, il arrache un nul contre le Raja de Casablanca au Stade Mohammed V au Maroc mais il ne réussit pas à atteindre les demi-finales.

## Palmarès
- Championnat du Cameroun (18)  (record) :
  - Champion : 1997, 1998, 2001, 2003, 2004, 2005, 2006, 2007, 2008, 2010, 2011, 2013, 2014, 2015, 2018, 2021,  2022, 2023
  - Vice-champion : 1994, 1996, 1999, 2000, 2002, 2009, 2012, 2016, 2017, 2019, 2020, 2024

- Coupe du Cameroun (7)
  - Vainqueur : 2003, 2004, 2007, 2008, 2011, 2014 et 2022
  - Finaliste : 1999

- Championnat du Cameroun de football de deuxième division
  - Vainqueur: 1993

- Ligue des champions de la CAF
  - Finaliste : 2008

- Coupe de la CAF
  - Finaliste : 2003

## Sponsoring
- Sodecoton
- SAGA Cameroun
- MTN
- ADER
- Activa Assurances
- Assureurs Conseils Camerounais
- Manu Cycle
- SHO TRACTRAFRIC
- GETMA (Groupe Necotrans)

## Centre technique
Le club est en train de construire un centre technique dans la banlieue de Garoua d'une superficie de 10 ha et qui comprendra plusieurs terrains de football, des salles de musculation, des dortoirs, des piscines et des bureaux, ainsi que l'académie de football du club.

## Anciens présidents
- 1986 - 1987 : Madala Camille
- 1987 - 1989 : Emmanuel Din
- 1989 - 1992 : Pierre Kaptene
- 1992 - 1999 : Gilbert Maina
- 1999 - 2001 : Gabriel Mbairobe
- 2001 - 2007 : Pierre Kaptene
- 2008 - 2017 : Gabriel Mbairobe
- Depuis 2017: Fernand Sadou

## Anciens joueurs
- Henri Bienvenu
- Ernest Etchi
- Vincent Aboubakar
- Mohammadou Idrissou
- Jean II Makoun
- Daniel Ngom Kome
- Alioum Boukar
- Gilles Augustin Binya
- Joseph-Marie Tchango
- Ousmaila Baba
- Ambroise Oyongo
- Amour Patrick Tignyemb
- Gustave Bebbe
- Jacques Zoua Daogari
- Nicolas Moumie Ngamaleu
- Alex Tchuimeni-Nimely
- Fankélé Traoré
- Hilaire Momi

## Bilan des saisons
| Conton Sport de Garoua | Conton Sport de Garoua  | Conton Sport de Garoua  | Conton Sport de Garoua  | Conton Sport de Garoua  | Conton Sport de Garoua  | Conton Sport de Garoua  | Conton Sport de Garoua  | Conton Sport de Garoua  | Conton Sport de Garoua  | Conton Sport de Garoua  | Conton Sport de Garoua  | Conton Sport de Garoua | Conton Sport de Garoua |
| Saison                 | Championnat du Cameroun | Championnat du Cameroun | Championnat du Cameroun | Championnat du Cameroun | Championnat du Cameroun | Championnat du Cameroun | Championnat du Cameroun | Championnat du Cameroun | Championnat du Cameroun | Championnat du Cameroun | Championnat du Cameroun | Coupe du Cameroun      |                        |
| Saison                 | Division                | Class.                  | Pts                     | J                       | V                       | N                       | D                       | Bp                      | Bc                      | Diff                    | Cl. final               | Coupe du Cameroun      |                        |
| ---------------------- | ----------------------- | ----------------------- | ----------------------- | ----------------------- | ----------------------- | ----------------------- | ----------------------- | ----------------------- | ----------------------- | ----------------------- | ----------------------- | ---------------------- | ---------------------- |
| 2023-2024              | PF                      | 2/8                     | 10                      | 7                       | 2                       | 4                       | 1                       | 7                       | 5                       | +2                      | Vice-champion           | 1/32                   |                        |
| 2022-2023              | E1 A                    | 2/10                    | 26                      | 20                      | 10                      | 6                       | 4                       | 21                      | 13                      | +8                      | Champion                | 1/8                    |                        |
| 2021-2022              | E1 B                    | 2/12                    | 42                      | 22                      | 12                      | 6                       | 4                       | 37                      | 14                      | +23                     | Champion                | Vainqueur              |                        |
| 2020-2021              | E1 B                    | 1/10                    | 32                      | 18                      | 9                       | 5                       | 4                       | 32                      | 13                      | +19                     | Champion                |                        |                        |
| 2019-2020              | Div. 1                  | 2/18                    | 45                      | 29                      | 12                      | 10                      | 7                       | 39                      | 29                      | +10                     | Vice-champion           |                        |                        |
| 2019                   | Div. 1                  | 2/6                     | 9                       | 5                       | 2                       | 3                       | 0                       | 6                       | 3                       | +3                      | Vice-champion           |                        |                        |
| 2018                   | Div. 1                  | 1/18                    | 69                      | 34                      | 14                      | 13                      | 7                       | 59                      | 24                      | +35                     | Champion                |                        |                        |
| 2017                   | Div. 1                  | 2/18                    | 58                      | 34                      | 15                      | 13                      | 6                       | 50                      | 27                      | +23                     | Vice-champion           |                        |                        |
| 2016                   | Div. 1                  | 2/18                    | 60                      | 34                      | 16                      | 12                      | 6                       | 49                      | 23                      | +26                     | Vice-champion           |                        |                        |
| 2015                   | Div. 1                  | 1/18                    | 62                      | 34                      | 18                      | 11                      | 5                       | 43                      | 25                      | +18                     | Champion                |                        |                        |
| 2014                   | Div. 1                  | 1/19                    | 75                      | 36                      | 23                      | 9                       | 4                       | 57                      | 18                      | +39                     | Champion                |                        |                        |
| 2013                   | Div. 1                  | 1/14                    | 46                      | 26                      | 13                      | 7                       | 6                       | 45                      | 20                      | +25                     | Champion                |                        |                        |
| 2012                   | Div. 1                  | 2/14                    | 53                      | 26                      | 15                      | 8                       | 3                       | 34                      | 11                      | +23                     | Vice-champion           |                        |                        |
| 2010-2011              | Div. 1                  | 1/14                    | 56                      | 26                      | 16                      | 8                       | 2                       | 48                      | 17                      | +31                     | Champion                |                        |                        |
| 2009-2010              | Div. 1                  | 1/14                    | 56                      | 26                      | 17                      | 5                       | 4                       | 50                      | 20                      | +30                     | Champion                |                        |                        |
| 2008-2009              | Div. 1                  | 3/14                    | 45                      | 26                      | 13                      | 6                       | 7                       | 38                      | 21                      | +17                     | 3e                      |                        |                        |
| 2007-2008              | Div. 1                  | 1/16                    | 58                      | 30                      | 16                      | 10                      | 4                       | 42                      | 16                      | +26                     | Champion                |                        |                        |
| 2007                   | Div. 1                  | 1/18                    | 75                      | 34                      | 22                      | 9                       | 3                       | 55                      | 11                      | +44                     | Champion                |                        |                        |
| 2006                   | Div. 1                  | 1/16                    | 53                      | 30                      | 14                      | 11                      | 5                       | 50                      | 22                      | +28                     | Champion                |                        |                        |
| 2005                   | Div. 1                  | 1/16                    | 71                      | 34                      | 20                      | 11                      | 3                       | 47                      | 18                      | +29                     | Champion                |                        |                        |
| 2004                   | Div. 1                  | 1/8                     | 30                      | 14                      | 9                       | 3                       | 2                       | 30                      | 9                       | +21                     | Champion                |                        |                        |
| 2003                   | Div. 1                  | 1/16                    | 62                      | 30                      | 18                      | 8                       | 4                       | 46                      | 19                      | +27                     | Champion                |                        |                        |
| 2002                   | Div. 1                  | 2/16                    | 53                      | 30                      | 14                      | 11                      | 5                       | 37                      | 20                      | +17                     | Vice-champion           |                        |                        |
| 2001                   | Div. 1                  | 1/16                    | 61                      | 30                      | 19                      | 4                       | 7                       | 46                      | 19                      | +27                     | Champion                |                        |                        |
| 2000                   | Div. 1                  | 2/16                    | 53                      | 30                      | 15                      | 8                       | 7                       | 41                      | 19                      | +22                     | Vice-champion           |                        |                        |
| 1999                   | Div. 1                  | 2/16                    | 56                      | 30                      | 14                      | 14                      | 2                       | 47                      | 16                      | +31                     | Vice-champion           |                        |                        |
| 1998                   | Div. 1                  | 1/16                    | 54                      | 30                      | 16                      | 6                       | 8                       | 46                      | 26                      | +20                     | Champion                |                        |                        |
| 1997                   | Div. 1                  | 1/18                    | 62                      | 34                      | 17                      | 11                      | 6                       | 40                      | 25                      | +15                     | Champion                |                        |                        |